# Cambra de sedimentació
Les cambres de sedimentació són sistemes utilitzats per reduir l'emissió de partícules sòlides a l'atmosfera. La cambra de sedimentació és l'ampliació d'un conducte a través del qual circula aire amb partícules sòlides en suspensió. Estan proveïdes de tremuges a la part inferior que recullen les partícules sedimentades. L'àrea de la secció transversal de la cambra de sedimentació és més molt més gran que la del conducte a l'entrada i la sortida d'aquesta. Com que el cabal de gas es manté constant al llarg del conducte, la velocitat del gas disminueix a l'entrar a la cambra. D'aquesta manera les partícules es mantenen el temps suficient perquè sedimentin per gravetat.
Les cambres de sedimentació són efectives per l'eliminació de partícules de mida gran, de diàmetre superior a 60µm. Normalment s'utilitzen com a pretractament anterior a altres sistemes de control de la contaminació que siguin més eficients.
Aquest sistema de tractament de gasos presenta un baix cost d'instal·lació i d'operació.